# 硒化银
硒化银（化学式：Ag2Se），是银的硒化物，是有金属颜色的晶体，难溶于水。可以用作特殊材料，存在于自然界中。銀和硒混合不加热情况下直接化合，氧化银与硒加热生成硒化银，或可溶硒化物与银盐作用，都可以作为硒化银的制取途径。